# Alfons Deloor
Alfons Deloor (Bois d'Haine, 3 giugno 1910 – Mechelen, 23 marzo 1995) è stato un ciclista su strada belga.
Professionista dal 1929 al 1940. Era il fratello maggiore di Gustaaf Deloor. Era uno specialista delle classiche del Pavè.

## Carriera
Alfons Deloor passò professionista nel 1929, a 19 anni. Egli seppe ottenere diversi risultati, specie nelle corse in linea. Nel 1931 si mise in luce con un nono posto alla Liegi-Bastogne-Liegi. Nel 1932 fu secondo al Giro delle Fiandre, quinto alla Parigi-Bruxelles e decimo nella Parigi-Roubaix. Il 1933 lo vide alla partenza del Tour de France, che concluse al ventisettesimo posto, ottenendo piazzamenti in qualche frazione. Inoltre arrivò quarto nella Parigi-Nizza e secondo nel Giro del Belgio. Non mancarono le prestazioni nelle gare in linea: sesto nella Parigi-Roubaix e ottavo nella Parigi-Bruxelles.
Nel 1934 si rese ancora protagonista nella Parigi-Bruxelles dove concluse al secondo posto; nelle gare a tappe registrò un secondo posto nella Volta Ciclista a Catalunya, aggiudicandosi anche una tappa e chiuse terzo nel Giro del Belgio.
Nel 1935 prese parte alla prima Vuelta a España insieme al fratello Gustaaf: i partecipanti erano una cinquantina ed il livello dei ciclisti era discreto; i due fanno riuscirono a battere diversi avversari e Gustaaf vinse la prima edizione della corsa spagnola, mentre Alfons terminò sesto. Nella Liegi fu settimo, mentre finì decimo la Parigi-Nizza. Nel 1936 i due fratelli si ripeterono alla Vuelta facendo ancora meglio dell'anno precedente: conquistarono i primi due gradini del podio, con Gustaaf ancora vincitore, e portarono a casa ben cinque vittorie di tappe, ma solo una fu conquistata da Alfons. La stagione era iniziata con un terzo posto alla Parigi-Nizza, un sesto posto nel Tour de Suisse e un settimo nella Parigi-Bruxelles. Il 1937 portò qualche piazzamento nelle classiche del Belgio e arrivò la prima partecipazione al Giro d'Italia. Nella corsa rosa concluse trentunesimo e ottenne un secondo posto nella quinta tappa con arrivo a Livorno.
Il riscatto arrivò nel 1938: quattro successi di cui il più importante fu la vittoria nella decana, la Liegi-Bastogne-Liegi. Nei successivi due anni di attività non ottenne risultati rilevanti.
Nel 1939 Alfons aveva 29 anni, quando la seconda guerra mondiale mise fine alla sua carriera agonistica. Dopo il 1939 i fratelli Deloor servirono la propria patria in guerra.
Entrambi ebbero una vita molto longeva, Alfons infatti mori nel 1995, a 85 anni.

## Palmarès
- 1932

Omloop der Vlaamse Gewesten
- 1934

2ª tappa Volta Ciclista a Catalunya
- 1935

Circuit de Belgique
- 1936

14ª tappa Vuelta a España
- 1938

Liegi-Bastogne-Liegi

## Piazzamenti

### Grandi giri
- Giro d'Italia

1937: 31º
- Tour de France

1933: 27º
- Vuelta a España

1935: 6º
1936: 2º

### Classiche
- Milano-Sanremo

1937: 41º
- Giro delle Fiandre

1932: 2º
1933: 4º
- Parigi-Roubaix

1933: 6º
- Liegi-Bastogne-Liegi

1931: 9º
1935: 9º
1937: 14º
1938: vincitore